# Virtualna skupnost
Virtualna skupnost (angl. virtual community), tudi spletna skupnost, socialna skupnost, e-skupnost ali online skupnost, je skupina ljudi, katerih interakcija v osnovi poteka prek komunikacijskih medijev kot so pisma, telefon, elektronska pošta ali prek Useneta, zaradi socialnih, profesionalnih ali izobraževalnih namenov. Če je mehanizem, ki to omogoča, računalniško omrežje, potem temu rečemo online skupnost. Virtualne in online skupnosti so postale nadomestne oblike komunikacije celo med ljudmi, ki se poznajo tudi v realnem življenju. Pri programski opremi namenjeni druženju najdemo veliko različnih aplikacij, ki jih lahko uporabljamo ločeno ali v kombinaciji, vključno s pogovornimi sobami (angl. chatrooms) ali forumi, kjer lahko uporabljamo glas, video tekst ali avatarje. Značilna socialno-tehnična sprememba se odraža v hitrem širjenju takšnih socialnih omrežij, ki temeljijo na internetu. Kopičenje vseh online skupnosti včasih poimenujemo »metaverzum«.
Pri virtualni skupnosti gre za združevanje posameznikov ali poslovnih partnerjev preko interakcije glede na interese, kjer je interakcija vsaj delno podprta in/ali posredovana s tehnologijo in se ravna po nekaterih protokolih ali normah.
Virtualne skupnosti predstavljajo pomemben mejnik v razvoju interneta in z nijm povezanih oblik družbenega delovanja v informatični oz. omrežni družbi. Virtualne skupnosti so doživele dodatni vzpon v zadnjem času, ki ga označujejo kot obdobje spleta 2.0 (ang. Web 2.0) ali družbenega spleta, uporabniško generiranih vsebin (ang. user generated content) in družbenih medijev (ang. social media). Poleg tega so socialne skupnosti dokončno prodrle iz prostora (kibernetskega) subkulturnega udejstvovanja v množično obliko povezovanja ljudi na svetovnem spletu.
Internet povezuje ljudi s celega sveta in omogoča, da se glede na interese, skupne cilje, podporo itd., uporabniki povezujemo v virtualne skupnosti, ki kot npr. IRC, delujejo glede na družbene konvencije. Programska oprema omogoča interakcijo na besedilni, avdio in video ravni. Virtualne skupnosti združujejo posameznike ali poslovneže, med katerimi poteka interakcija glede na skupni interes in kjer je interakcija vsaj delno tehnološko posredovana. Obstajajo različni nivoji virtualnosti, kar je predvsem pomembno za podjetja, kjer komunikacija poteka v fizičnem prostoru (face-to-face) ali pa v virtualnem. Pri tehnološko posredovani interakciji ni omejenosti le na računalnike, ampak ta poteka tudi preko drugih tehnologij (npr. mobilna tehnologija)! Virtualne skupnosti služijo tudi za nakupe, prodajo in pridobivanje znanja. Pomembno je izpostaviti, da v skupnostih uporabniki diskutirajo o skupnih interesih, pridobivajo nova poznanstva (družbeni kapital) in odkrivajo nove identitete (kar omogoča anonimnost interneta).

## Pregled
Ideja, da mediji lahko generirajo skupnost ni nova. V 17. stoletju so učenci v povezavi z Royal Society v Londonu oblikovali skupnost s pomočjo izmenjave pisem. Skupnost brez bližine, kot jo je poimenoval Melvin Webber leta 1963 ali osvobojena skupnost, kot ji je rekel Barry Wellman leta 1979 in s tem začel z modernim obdobjem razmišljanja o skupnosti brez fizičnega prostora. Delo Imagined Communities Benedicta Andersona iz leta 1983 opisuje kako različne tehnologije, kot je nacionalni časopis, prispevajo k razvoju nacionalne in regionalne zavesti v času prvih nacionalnih držav.
Termin skupnost je, kadar je uporabljen za opisovanje virtualnih skupnosti, v nekaterih krogih sporen. Tradicionalna definicija skupnosti služi opisovanju geografskih entitet (vasi, okrožja, itd.). Virtualne skupnosti so seveda po navadi geografsko razpršene in zato niso skupnosti, ki bi pripadale izvirni definiciji. Nekatere online skupnosti so geografsko povezane in jih poznamo kot skupnostne spletne strani (angl. community websites). Če imajo nekateri skupnosti za enostavne postavljene meje med tistimi, ki so člani skupnosti in med tistimi, ki niso, potem virtualne skupnosti zagotovo spadajo pod skupnosti. Ideja o povsem omejenih skupnostih je naletela na kritiko, odkar so skupnosti fluidne ravno toliko kot so statične; s člani, ki se jim pridružujejo in jih zapuščajo ali so celo člani več skupnosti hkrati.
S tematiko spletnih skupnosti se ukvarjajo številni avtorji z več področij (sociologija, računalništvo, psihologija, (informacijski sistemi), vendar splošno sprejete definicije spletne skupnosti ni.
Različne discipline na virtualne skupnosti gledajo iz različnih zornih kotov, poleg tega pa se sočasno s tehnološkim razvojem spreminja tudi razumevanje virtualnih skupnosti. Rheingold  prvi definira virtualno skupnost kot spletne družbene agregate, ki nastanejo, ko ljudje dovolj dolgo in z dovolj veliko mero občutka za sočloveka vodijo javne diskusije, da pride do oblikovanja mrež medosebnih odnosov v kiberprostoru. Čeprav so člani virtualnih skupnosti med seboj prostorsko dislocirani,  te niso zato nič manj resnične. Vzpostavitev trdnega in dolgotrajnega prijateljstva je možna tudi na spletu.
Izraz virtualna skupnost pripisujejo knjigi Howarda Rheingolda, ki nosi isti naslov in je bila objavljena leta 1993. V knjigi najdemo razpravo o njegovih dogodivščinah na The WELL in nadalje o računalniško posredovani komunikaciji in o socialnih skupinah. Internet kot ga poznamo danes, s tehnologijami kot so: Usenet, MUDs(Multi-User Dungeon) in njihovimi izpeljankami MUSHes in MOOs, IRC (Internet Relay Chat), pogovornimi sobami in elektronskimi mailing listami; takrat še ni uporabljalo veliko ljudi. Rheingold se je osredotočil na  možne prednosti, ki bi jih doprineslo pripadanje taki skupini, tako na ravni družbe kot na ravni posameznika in njegovega psihičnega počutja. 
Rheingoldovo delo Virtual Community lahko primerjamo s člankom Marka Granovetterja American Journal of Sociology, ki je bil objavljen dvajset let prej. Rheingold je prevedel, prakticiral in objavil Granovetterjeva razmišljanja o močnih šibkih vezeh v online svetu. Njegov komentar na prvi strani celo ilustrira socialna omrežja v virtualni družbi: »Moja sedemletna hči ve, da se njen oče zbira z družino nevidnih prijateljev, za katere se zdi, da so zbrani v njegovem računalniku. Včasih govori z njimi, čeprav jih nihče drug ne more videti. Ve tudi, da se ti nevidni prijatelji včasih pojavijo v živo, utelesijo se iz sosednjega bloka ali pa iz povsem drugega konca sveta.« V svoji popravljeni verziji dela Virtual Community gre Rheingold celo tako daleč, da pravi, da če bi prebral delo Wellmana prej, bi se naslov njegove knjige glasil »online social networks«.
Virtualna skupnost še vedno nima univerzalne definicije. Rheingoldova definicija vsebuje termine socialne agregacije in osebnih razmerij. Lipnack in Stamps  ter Mowshowitz so dali poudarek na to kako virtualen skupnosti lahko delujejo prek prostora, časa in organizacijskih meja. Lipnack in Stamps sta omenila skupen namen, Lee, Eom, Jung in Kim, pa so predstavili desocializacijo, kar pomeni, da je vse manj vsakdanjih interakcij z ljudmi v tradicionalnem pomenu, zvišuje pa se stopnja interakcij v virtualnih družbah. Calhoun  predstavlja argument, kjer trdi, da gre v virtualnih omrežjih za brezosebnost. Trdi, da ima IT negativen vpliv na offline interakcije med posamezniki, ker je virtualno življenje prevzelo naša življenja. Verjame, da to prav tako ustvarja različne osebnosti v ljudeh, ki lahko povzročijo trenja tako v offline kot v online skupnostih ter pri osebnih kontaktih. Vendar pa več kot deset let raziskav ni podprlo Calhounovih argumentov.

### Različni avtorji o virtualnih skupnostih
Lawrence virtualne skupnosti vidi zgolj kot družbene mreže. Murphy koncept virtualne skupnosti razume kot splet ponavljajočih se menjav številnih udeležencev prek računalniško posredovane komunikacije in ga omeji na virtualne forume, ki jih tvorijo prispevki in diskurz somišljenikov. Za Rothaermela in Sugiyamo je pojem virtualne skupnosti še najbližje Tonniesovemu konceptu miselne skupnosti (ang. community of mind), le da ta ni vezana na prostor in čas. Brown in Duguid virtualne skupnosti enačita z družbenimi svetovi in jih vidita kot podaljšek tradicionalnih skupnosti .
Socialni psiholog Blanchard virtualne skupnosti preučuje z vidika “občutka skupnosti”, ki  nastane med člani virtualne skupnosti, in jih definira kot skupino ljudi, ki prihajajo v stik drug z drugim primarno prek računalniško posredovane komunikacije. Člani se s skupino identificirajo in imajo razvit občutek pripadnosti in navezanosti drug na drugega. Hagel in Armstrong definirata virtualne skupnosti kot računalniško posredovane prostore s potencialom za integracijo vsebin in komunikacije, s poudarkom na računalniško generiranih vsebinah, ki prinašajo vrednost podjetjem. Virtualne skupnosti pripomorejo h graditvi odnosov, saj povezujejo ljudi z enakimi interesi ne glede na prostor in čas. Kozinets  definira virtualne skupnosti kot e-plemena (ang. e-tribes), ki jih združujejo skupni kulturni ali subkulturni interesi in družbene vezi. Lee in drugi med seboj primerjajo devet najbolj popularnih definicij virtualnih skupnosti in na podlagi tega postavijo svojo delovno definicijo. Virtualne skupnosti vidijo kot kiberprostore, podprte z računalniško posredovano informacijsko tehnologijo, katerih člani med seboj dovolj dolgo komunicirajo, sodelujejo ter ustvarjajo uporabniško generirane vsebine, da pride do vzpostavitve medsebojnih odnosov. 
Sintetiziranje definicij predlaga slednje:
Iz različnih opredelitev pojma virtualna skupnost lahko povzamemo, da je virtualna skupnost posledica zbiranja različnih ljudi okoli skupnega področja zanimanja. Najpomembnejša aktivnost, na kateri skupnost temelji, je interakcija med posamezniki. Ta se odvija v okviru klepetalnic, forumov, oglasnih desk ipd.
Virtualna skupnost je socialno omrežje s skupnimi interesi, idejami, nalogami ali cilji, ki vzajemno delujejo v virtualni skupnosti preko časa, geografskih in organizacijskih meja in omogoča razvoj osebnih vezi.  
Različne virtualne skupnosti imajo različne stopnje interakcije in participacije med svojimi člani. Te stopnje od dodajanja komentarjev do blogov ali sporočil, ki si jih pošiljajo igralci online video iger, kot je MMORPG. Tako kot pri tradicionalne skupine ali klubi, se tudi virtualne skupnosti ne samo pogosto delijo na podskupine (klike) ampak se te celo ločijo in ustvarijo nove skupnosti. Amy Jo Kim poudarja potencialne raznolikosti med tradicionalno strukturiranimi online skupnostmi (sporočila, pogovorne sobe, itd.) in bolj individualno osredotočenimi socialnimi orodji (blogi, instant messaging buddy listami, itd.) in pravi, da ti drugi vse bolj pridobivajo na popularnosti. 
Danes virtualne ali online skupnosti uporabljamo za različna socialna in profesionalna sodelovanja skupin prek interneta. Ni nujno, da so med člani močne vezi. Rheingold je menil, da se oblika virtualne skupnosti kjer ljudje dovolj dolgo javno razpravljajo z dovolj močnimi človeški čustvi preoblikuje v mreže osebnih razmerij. Tako ima distribucija e-mail liste lahko na tisoče članov, ki so si med seboj večinoma neznani. To je v koraku z liberalnim načinom uporabe izraza skupnost. 
Virtualne skupnosti bi morda lahko spojilo Web 2.0 tehnologijo s skupnostjo, ki bi jo lahko opisali kot Community 2.0, čeprav so bile močne skupnostne vezi izmišljene že v času zgodnjih dni Useneta. Virtualne skupnosti so odvisne od socialne interakcije in izmenjave med online uporabniki. To poudarja element recipročnosti nenapisanih socialnih dogovorov med člani skupnosti. Web 2.0  v glavnem označuje virtualen skupnosti kot so Flickr, Facebook in Del.icio.us. Podoben trend se je začel pojavljati med poslovneži, kjer online ali virtualen skupnosti dajejo podjetjem nekakšno oporo. S tehnične perspektive programska orodja (Yahoo Groups, Google Groups in Microsoft Sharepoint) omogočajo izdelavo in vzdrževanje takšnih skupnosti.  
To, da imamo možnost interakcije z enako mislečimi posamezniki v tem trenutku, ki so lahko s katerega koli konca sveta, nam prinaša precejšnje prednosti. Vendar pa so virtualne skupnosti kljub temu prinesle nekaj strahu in kritike. Virtualne skupnosti lahko služijo kot nevarno lovišče za online kriminalce, kot so tatovi identitet in za zalezovalce. Pri tem so še posebej ogroženi otroci. Obstaja pa tudi strah pred zasvojenostjo z internetom, kar lahko vodi v to, da posameznik preveč časa preživi v virtualnih skupnostih, kar ima negativen vpliv na interakcije v realnem svetu.
Izredno hitra razširitev interneta od sredine devetdesetih naprej prav tako pripomogla k velikemu razcvetu virtualnih skupnosti. Narava teh skupnosti je raznolika in prednosti, ki si jih je predstavljal Rheingold pri mnogih virtualnih skupnostih niso vedno realizirane ali zasledene. Istočasno pa je na mestu, da si pogledamo anekdoto nekoga, ki je potreboval posebno pomoč pri iskanju prednosti skupnosti pred uporabo interneta.

## Tipi virtualnih skupnosti
Obstajata dve vrsti virtualnih skupnosti – member initiated  (skupnost, ki je nastala na pobudo in jo ohranja član/uporabnik) in organization-sponsored (skupnost, ki je (ne)komercialno sponzorirana) . Na drugi ravni pa gre za družbena in profesionalna razmerja na eni strani in razmerje med uporabniki in sponzorirano organizacijo na drugi. Ljudje se povezujejo v skupnosti glede na interese in sicer gre za družbeno (hobiji, prosti čas), profesionalno (služba) ali komercialno orientirane.  Gre lahko za večje ali manjše skupine, kjer je ponekod tudi omejeno članstvo.
Tipologij, ki je postopek, po katerem se kaj uvršča v določen tip in kjer gre za sistematično klasifikacijo tipov na podlagi skupnih značilnosti, je več. Virtualne skupnosti lahko delimo na komercialne in nekomercialne. Nekomercialne ali potrošniške virtualne skupnosti (ang. consumer communities) so nastale in delujejo pod okriljem uporabnikov tržne znamke ali tretje strani z namenom vzpostaviti virtualni prostor za izmenjavo informacij in vzpostavljanje odnosov, torej za družbeno menjavo. Komercialne virtualne skupnosti so po drugi strani virtualne skupnosti, ki jih vzpostavi podjetje, in sicer zlasti z namenom dvosmernega komuniciranja in grajenja dolgoročnih odnosov z deležniki, prejemanja njihovih povratnih informacij, utrjevanja blagovne znamke in manjšanja stroškov za pomoč uporabnikom na račun medsebojne pomoči (ang. peer-to-peer) pri reševanju problemov znotraj teh virtualnih skupnosti.
Hagel in Armstrong delita virtualne skupnosti v štiri kategorije glede na to, katere potrebe svojih članov zadovoljujejo:
- interesne skupnosti (communities of interest)- posameznike druži stroka, zanimanje ali strast do nekega področja (npr. blog Freshome.com, Mojtrener.com, Uniteddogs.com)
- odnosne skupnosti (communities of relationships) - oblikujejo se med posamezniki, ki jih povezuje neka določena, pogosto zaznamujoča in obremenilna življenjska izkušnja (smrt bližnjega, ločitev, enaka zdravniška diagnoza); članom dajejo čustveno varnost in podporo (npr. Živa Portal).
- transakcijske skupnosti (communities of transaction) - osredotočajo se na menjavo informacij z namenom olajšati ali pospešiti ekonomske transakcije (npr. Mimovrste.com).
- fantazijske skupnosti (communities of fantasy)- ljudem omogočajo, da raziskujejo nove identitete in imaginarne fantazijske svetove (npr. Second Life).

## Značilnosti virtualnih skupnosti
Virtualne skupnosti se delijo na štiri dimenzije, ki omogočajo shematsko klasificiranje virtualnih skupnosti:
- Lastnosti (življenjski stil, aktivnosti članov, stopnja anonimnosti, vir financiranja itd.)
- Podporna tehnologija
- Relacije s fizičnimi skupnostmi
- Stopnja omejenosti  (odprta skupnost, intranet podjetja ipd.) [6].

### Lastnosti
- skupen cilj ali interes
- intenzivne interkacije ali močne emocionalne vezi
- skupne aktivnosti med člani skupnosti
- dostop do skupnih virov
- podpora med člani skupnosti
- družbene konvencije(pravila), jezik ali protokoli[6].

Preece in Ghozati sta ugotovila, da so člani potrpežljivih in emocionalnih podpornih skupnosti bolj empatični od članov drugih skupnosti. Ugotovila sta, da so skupnosti z religijskimi in športnimi interesi bolj sovražne. Torej, glede na razlike v obnašanju članov, lahko oblikovalci virtualnih skupnosti vplivajo na to, da ustvarijo skupnost, ki bo najbolj ustrezala njenim članom.

### Podporna tehnologija
Programska oprema omogoča delovanje same skupnosti in način komuniciranja znotraj te. Prav tako določajo meje, in sicer kaj je dovoljeno in omogočeno početi v neki skupnosti. S pomočjo programske opreme, lahko uporabniki komuniciramo s pisanjem teksta, zvočnim ali/in video pogovorom.

### Relacije s fizičnimi skupnostmi
Glede na razmerje, se skupnosti ločijo na:
- fizične skupnosti (geografsko osredotočene)
- skupnosti, kjer poteka periodična face-to-face(iz oči v oči) interakcija (seminarji, konference) in interakcija preko interneta
- skupnosti, kjer poteka interakcija na geografsko oddaljenih mestih (le preko interneta)[6].

### Stopnja omejenosti
Skupnosti se razlikujejo glede na omejenost – npr. podjetja, ki imajo omejen dostop le za uslužbence (npr. tudi intranet, ki ni povezan z internetom). Omejenosti ne določa le oblika mreže, ampak tudi člani, ki lahko zahtevajo včlanitev.
Kim  klasificira spletne skupnosti glede na:
- geografske (npr. skupnost občanov)
- demografske (npr. skupnost študentov)
- tematske karakteristike (npr. skupnost ljubiteljev fantazijske literature)
- glede na aktivnost (skupnost ljudi, ki se navdušujejo nad igranjem spletnih iger)

Lastnosti, kot so namen, prostor, platforma, struktura interakcije in profitni model raziskovalcu omogočajo raziskovanje neke skupnosti. Namen omogoča razumevanje na podlagi katerih interesov je prišlo do povezovanja uporabnikov v skupnost. Prostor daje uporabniku občutek pripadnosti in razumevanja, kjer je virtualni prostor neko območje, kot npr. hiša, ki deluje kot virtualno mesto (mesto za dobivanje uporabnikov). Uporabniki imajo  glede na to mesto t. i. sense of place (prostorska smiselnost), kjer potekajo interakcije (sinhrone, asinhrone ali mešane) glede na predpisane norme in protokole. Pri sinhroni interakciji gre za pogovor (chat, MSN Messenger), medtem ko gre pri asinhroni za email dopisovanje (odgovorimo lahko kasneje). Od načina interakcije je odvisno kakšne vezi se spletejo, npr. pri pogostih interakcijah se uporabniki bolj povežejo in nastanejo močnejše vezi, kot pri manj pogostih interakcijah .

## Življenjski cikel članstva glede na virtualne skupnosti
Življenjski cikel članstva glede na virtualne skupnosti je predlagala Amy Jo Kim. Pravi, da člani virtualne skupnosti začno svoje življenje v skupnosti kot obiskovalci ali lurkerji (v zasedi). Po tem ko padejo pregrade ljudje postanejo novinci (začetniki) in začno participirati v življenju neke skupnosti. Po nekem času ko sodelujejo v skupnosti postanejo stalni gostje (angl. regulars). Če se prebijejo še do naslednje stopnje postanejo voditelji in ko že nekaj časa sodelujejo v skupnosti postanejo starešine (angl. elder). Ta življenjski krog je značilen za veliko virtualnih skupnosti, najbolj značilen je za forume (angl. bulletin boards), pa tudi bloge in skupnosti kot je Wikipedija. 
Podoben model lahko najdemo v delih Lave in Wengerja, kjer je ilustrirata krog, kjer uporabniki postanejo vključeni v virtualne skupnosti z uporabo načel legitimne periferne participacije. Predlagata pet tipov članov skupnosti: 
1.	obrobnež (ali lurker) – zunanji, nestrukturirana participacija,
2.	prihajajoči (anlg. inbound; ali novinec) – novinec je umeščen v skupnost in močno participira,
3.	insider (ali stalni gost) – je popolnoma zaposlen s participacijo v skupnosti
4.	vodja (angl. leader)– vzdržuje participacijo med člani in je posrednik pri interakcijah
5.	starešina (angl. elder) – je v procesu zapuščanja skupnosti zaradi novih poznanstev, pozicij in pogledov.

## Participacija v online skupnosti
Na primeru YouTube.
Lurker – Opazuje in pregleduje skupnost. Ne dodaja komentarjev v skupnost in ne diskutira. Tak uporabnik gre recimo občasno na YouTube.com, da pogleda video, ki mu ga je nekdo posredoval.
Novinec – Se je ravno začel ukvarjati s skupnostjo. Začne pisati komentarje. Poskusno sodeluje v nekaj diskusijah. Komentira video posnetke ostalih uporabnikov. Po navadi prispeva tudi kak svoj posnetek. 

Redni gost – Redno dodaja komentarje in se udeležuje diskusij znotraj skupnosti. Sodeluje z ostalimi uporabniki. Redno dodaja video posnetke. Precej video posnetkov najdejo ali posnamejo sami. Komentirajo in ocenjujejo posnetke drugih.
Vodja -  Je prepoznan kot veteran v participaciji. Je povezan z rednimi uporabniki, da bi skupaj našli izboljšave. Skupnost ceni njegovo mnenje. Te uporabnike prepoznamo po tem, da so njihovi posnetki zelo komentirani, da popravljajo uporabnike če se ti ne vedejo primerno.
Starešina – Zapusti skupnost zaradi različnih razlogov. Sprememba interesov. Lahko, da se skupnost premakne izven njegovih interesov ali v smer s katero se ne strinja. Pomanjkanje časa.

## Naraščajoča participacija v virtualnih skupnostih
Kar nekaj motivov vodi ljudi, da sodelujejo v virtulanih skupnostih. Različni online mediji (wiki, blogi, forumi, spletne klepetalnice) so postali do sedaj najboljši viri za razširjanje znanja. Veliko teh skupnosti je visoko kooperativnih in so ustvarile svojo lastno unikatno kulturo. Tukaj je nekaj primerov online aplikacij, ki nam omogočajo širjenje in delitev znanja z drugimi:
Usenet – Ustanovljen leta 1980 kot distribucijski internetni sistem za diskusije. Predstavlja prvo internetno skupnost. Prostovoljni moderatorji.
The WELL – Pionirska online skupnost ustanovljena leta 1985.  Njihova kultura je služila za teme mnogim knjigam in člankom. Prostovoljni moderatorji.
AOL – največji oskrbovalec z online storitvami. Njihove klepetalnice so nekaj let prostovoljno vodili vodje skupnosti. 
Slashdot – Popularen s tehnologijo povezan forum, s članki in komentarji bralcev. Njihova subkultura je dobro poznana v internetnih krogih.
Wikipedija – Je največja enciklopedija na svetu, kjer vsak lahko objavlja članke.

## Kollockov sestav
Peter Kollock (1998) . je raziskoval motive, kateri prispevajo k virtualnim skupnostim. Izpostavil je tri motive, kateri se ne sklicujejo na altruistično obnašanje sodelujočih:
1.	 Pričakovana vzajemnost 
2.	 Naraščajoča spoznavnost 
3.	 Občutek učinkovitosti 
Mark Smith pa tem trem motivom dodaja še enega: skupnost oz pripadnost skupnosti.

### Pričakovana vzajemnost
Oseba je motivirana, da prispeva uporabne informacije skupini v pričakovanju, da bo od njih prejela pomembno pomoč in informacije v zameno. Pravzaprav je očitno, da aktivni udeleženci virtualne skupnosti pridobijo večji in hitrejši odziv kot neznani udeleženci.

### Naraščajoča spoznavnost
Spoznavnost je pomemben del spletnim sodelavcem, saj na splošno posamezniki želijo spoznavnost svojih sodelavcev. Nekateri to imenujejo egoboo. Kollock izpostavlja pomen ugleda na spletu, Rheingold navaja željo po ugledu, veljavi kot glavnem motivu posameznikovega prispevka skupini. Do te mere je skrb posameznikov, da bo njihov prispevek narastel do razsežnosti, s pomočjo katere bo viden v skupnosti kot celoti. 
Eden ključnih sestavin naraščajočega slovesa je, da se dopušča spoznavnost oziroma, da nisi anonimen. Primer računalniškega podzemlja je lahko viden pri hackerjih. Z udeležbo pri ilegalnih aktivnostih si morajo zaščititi identiteto s psevdonimi. V kolikor hackerji večkrat uporabljajo iste vzdevke, je to lahko v veliko pomoč oblastem pri njihovem odkrivanju.
Danes so profili in slovesi dobro vidni pri spletnih skupnostih. Primer Amazon.com, kjer si lahko uporabniki skreirajo lasten profil, naraščanje slovesa pa se meri s prispevkom skupnosti.  Myspace.com spodbuja k izdelovanju profilov članov kjer lahko delijo z ostalimi uporabniki vse vrste informacij o sebi, vključno z glasbo katero poslušajo, svojimi vzorniki,...  v skladu s tem pa mnoge skupnosti spodbujajo k prispevanju. Na primer mnogi forumi podarjajo točke za dodajanje prispevkov, in uporabniki lahko te točke porabijo v virtualni trgovini. eBay je primer virtualne skupnosti kjer je sloves izredno pomemben, saj meri zaupanje posameznikov s katerimi kasneje lahko sodeluješ. Na eBayu imaš možnost ocenjevanja prav tako pa si lahko tudi sam ocenjen, kar pa nato vpliva na vrednost ugleda. 

### Občutek učinkovitosti
Posamezniki lahko prispevajo pomembne informacije iz občutka učinkovitosti, v smislu vpliva na to okolje. Mnogo raziskovalne literature razkriva, kako pomemben je občutek učinkovitosti, z rednimi in kvalitetnimi prispevki skupini, lahko pomaga posamezniku pri prepričanju da ima vpliv na skupino in s tem podpira svojo lastno podobo kot učinkovite osebe. 
Wikipedija je dober primer virtualne skupnosti, katera daje prispevajočim občutek učinkovitosti. Wikipedija je spletna enciklopedija, ki uporablja spletno programsko opremo katera omogoča vsakomur ustvariti nove članke in spreminjati že obstoječe. Spremembe so takoj vidne in dostopne vsem. 

### Pripadnost skupnost
Ljudje smo po večini socialna bitja in mnogi si želijo prejemati neposreden odziv njihovih prispevkov. Mnogo virtualnih skupnosti to omogoča z dovoljevanjem odgovorov nazaj k tistemu, kateri ga je objavil (blogi omogočajo komentarje bralcev, kateri se posredujejo nazaj piscu).  Pri primeru Amazon.com lahko drugi uporabniki ocenijo ali je bila predstavitev izdelka uporabna ali ne. Vendar pa je neko prekrivanje med naraščajočim ugledom in pridobivanjem občutka skupnosti. Lahko pa tudi ugotovimo, da obstajajo prekrivajoča področja med vsemi štirimi motivi.

## Bishopov sestav
Problem oskrbovalcev (provider) online skupnosti je v nesodelovanju nekaterih članov pri objavljanju sporočil. Ti člani ne sodelujejo iz več razlogov, vključno s prepričanjem, da jim to ni potrebno ter da so v večjo pomoč tudi brez tovrstnega početja. Drugi člani skupnosti kateri sodelujejo že dolgo časa in so tako imenovane starešine, redno sodelujejo pri tem saj verjamejo, da bodo imela njihova dejanja pozitivne rezultate. Predhodni poizkusi razumevanja zakaj člani skupnosti sodelujejo ali ne sodelujejo, ugotavlja da posameznika vodi potreba ali pa cilj. Maslowa hierarhična teorija potreb nakazuje razloge nesodelovanja, saj ne srečajo nižjih potreb ali pa so višje potrebe zadovoljene drugje in prav zato starejši sodelujejo, ker odkrivajo višje potrebe. Teorije odkrivajo, da posamezniki, katere vodijo potrebe in ki srečujejo potrebe po principu hierarhije, niso primerni za virtualne skupnosti. Obstaja velika verjetnost, da bodo člani skupnosti imeli želje dveh stvari hkrati, kar pa ne vsebuje teorija potreb. Teorija pa predpostavlja, da posamezniki, katere vodijo cilji, so primerni za virtualne skupnosti, saj bodo kot uporabniki razvijali in spreminjali cilje na podlagi njihove interakcije v virtualni skupnosti. Kljub temu pa te teorije niso popolnoma primerne za razlago zakaj nekateri posamezniki želijo sodelovati v virtualnih skupnostih pa vendarle ne sodelujejo. 
Začetnik virtualne skupnosti Jonathan Bishop je razvil alternativen sestav za razumevanje tovrstnega vedenja, kateri temelji na načelu, da posameznike vodijo k dejanjem želje, želje vodijo k načrtom kateri morajo biti usklajeni z njihovimi obstoječimi cilji, vrednotami in prepričanji, ter kako se načrt izpelje je odvisno od njihove interpretacije okolja. Nekateri člani virtualnih skupnosti, kot na primer lurkers, so prepričani, da njim ni potrebno objavljati sporočil skupnosti ali pa so celo bolj pomagali s tem da jih niso objavili. Tovrstna prepričanja onemogočajo posameznikom izražanje socialnosti in sodelovanja v skupnosti. Bishop argumentira, da bi moral virtualni skupnostni provider poizkušati spremeniti tovrstna prepričanja, četudi ustvari stopnjo kognitivnega nesoglasja s posameznikovim poznavanjem. Uporaba prepričljivega besedila ima glavni pomen s katerim je lahko posameznikovo prepričanje izzvano, skozi ustvarjanje alternativne informacije in prepričanja medtem, ko posameznik ni vseskozi prisoten pri akterjevih ciljih. Izzivanje tovrstnih prepričanj lahko pripelje do posameznikovega naraščajočega sodelovanja v virtualni skupnosti z dopuščanjem izražanja njihovih želja.

## Namen virtualnih skupnosti
Spodaj so nekatere smernice katere so lahko v pomoč pri načrtovanju virtualne skupnosti ali pri vzpostavljanju boljšega okolja znanj v organizaciji:
| model vodenja                                                                                  | prispevajoči motivi                                         |
| ---------------------------------------------------------------------------------------------- | ----------------------------------------------------------- |
| Zaupanje vložkom članov. Omogočati prispevanje svojega znaja in ga narediti dostopnega drugim. | Občutek učinkovitosti                                       |
| Omogočati osnovnemu znanju se razvijati pri spreminjanju procesov in konceptov.                | Občutek učinkovitosti                                       |
| Dovoljevati članom biti poznani in prevzemati zasluge merjenja prispevkov.                     | Grajenje ugleda, pričakovana vzajemnost, pripadnost skupini |
| Dovojevanje ostalim članom skupnosti meriti ter odzivati se na prispevke.                      | Pripadnost skupnosti, grajenje ugleda                       |

 Krog virtualne skupnosti 
Večina virtualnih skupnosti na začetku raste počasi, saj so motivi prispevanja po navadi sorazmerni z velikostjo skupnosti. Z  naraščanjem potencialnega občinstva, naraščajo tudi želje pisanja in prispevanja.  Skupaj z dejstvom, da se organizacijska kultura ne spreminja čez noč, lahko načrtovalci pričakujejo počasen napredek na začetku z novo virtualno skupnostjo. Z vse večjim sodelovanjem bodo prej omenjeni motivi naraščali, s čimer pa se bo izoblikoval krog in sodelovanje bo vzpodbudilo še več sodelovanja. To lahko primerjamo z mrežo, kjer je vrednost mreže sorazmerna s kvadratom števila uporabniko, ki jih ima. Veliko članov virtualnih skupnosti opisuje tovrstno sodelovanje kot zasvojenost. 
Rast nove skupnosti je mogoče napovedati z uporabo Bassovega razpršitvenega modela, matematične formule po Franku Bassu, kateri opisuje proces po katerem se novi izdelki adopcirajo med uporabnike in potencialne uporabnike. 
Med začetnike in strokovnjake na področju virtualnih skupnosti lahko štejemo: Ron Baecker, Danah Boyd, Jonathan Bishop, Bill Buxton, Ted Nelson, Jenny Preece,...